# Cobos de Cerrato
Cobos de Cerrato ist ein nordspanisches Dorf und eine Gemeinde (municipio) mit 128 Einwohnern (Stand: 2024) in der Provinz Palencia in der Autonomen Gemeinschaft Kastilien-León. Zur Gemeinde gehört der Weiler San Juan de Castellanos. 

## Lage und Klima
Cobos de Cerrato liegt in der Region Tierra de Campos auf der kastilischen Hochebene in einer Höhe von ca. 825 m. Die Provinzhauptstadt Palencia befindet sich mit ihrem Stadtzentrum etwa 40 Kilometer (Fahrtstrecke) westlich.
Das Klima im Winter ist durchaus kalt, im Sommer dagegen warm bis heiß; die eher spärlichen Regenfälle (ca. 543 mm/Jahr) fallen überwiegend im Winterhalbjahr.

## Bevölkerungsentwicklung
| Jahr      | 1970 | 1981 | 1991 | 2001 | 2011 | 2021 |
| Einwohner | 371  | 312  | 263  | 233  | 159  | 131  |

## Sehenswürdigkeiten

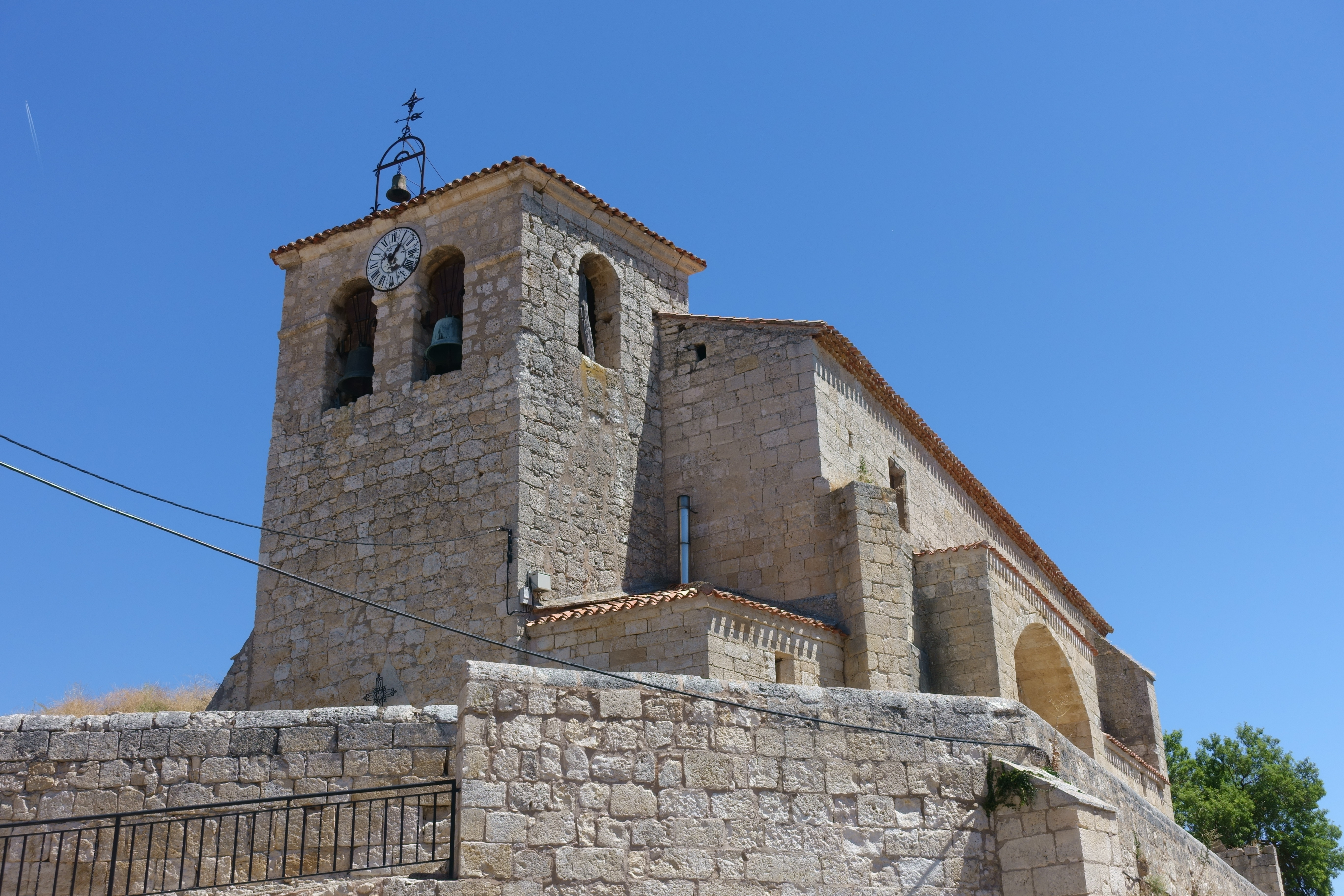
Romanuskirche
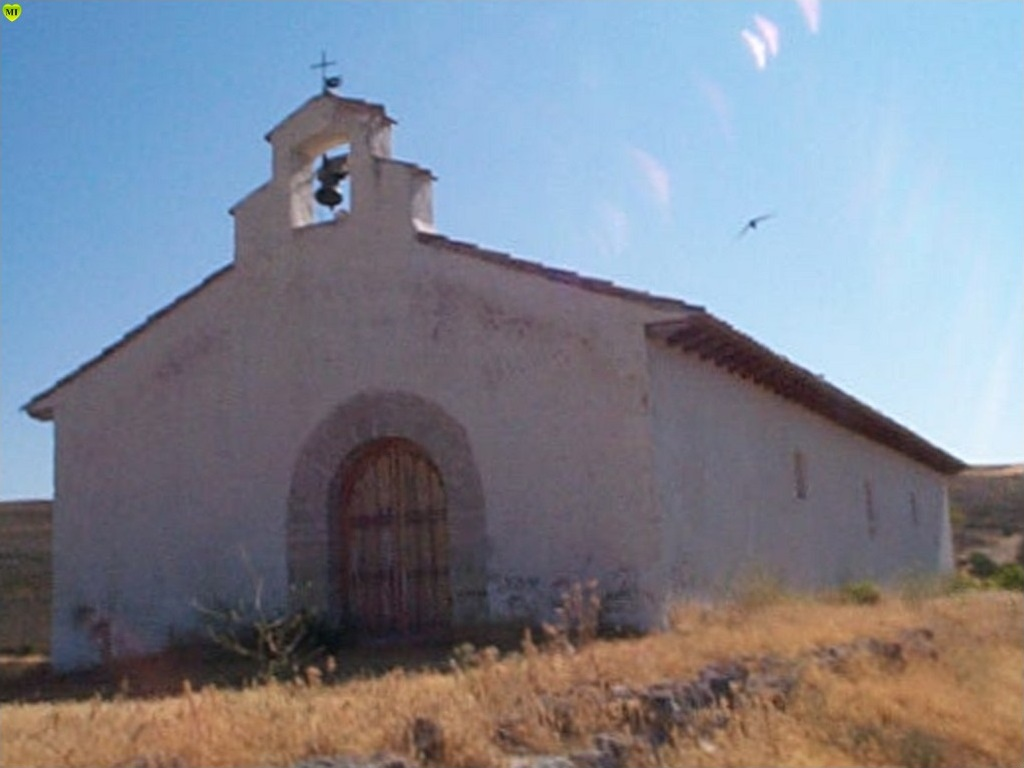
Marienkapelle
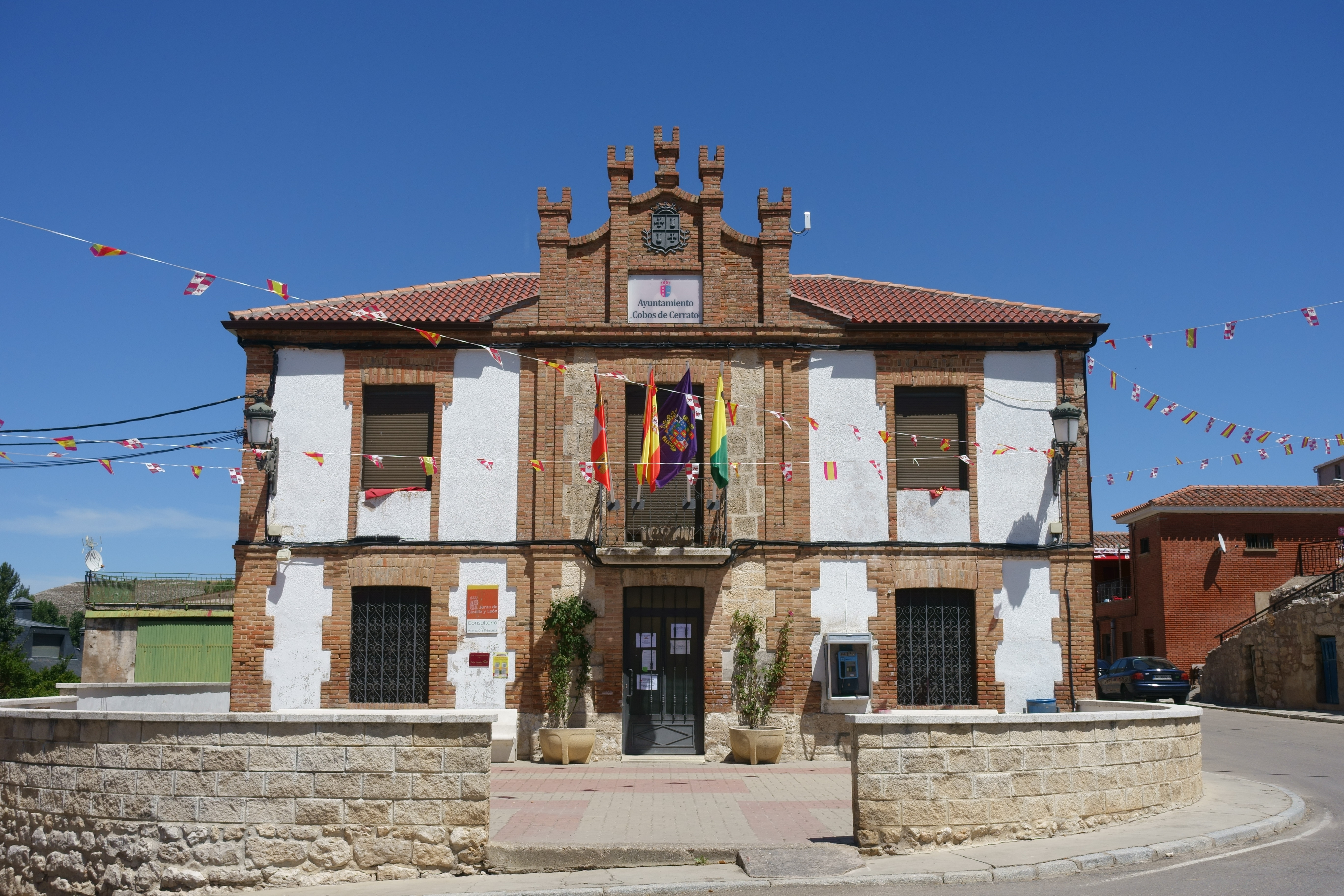
Rathaus

- Romanuskirche
- Marienkapelle
- Rathaus